# Aleksiej Achmatow

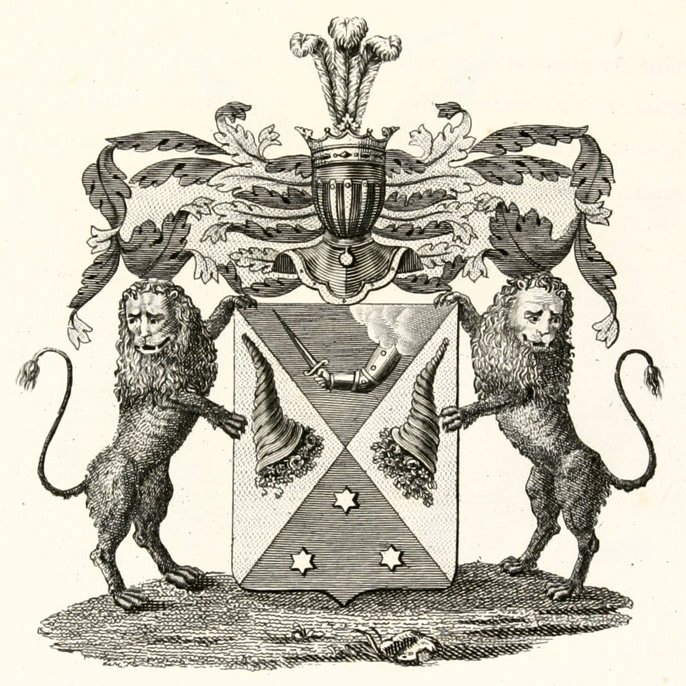
Herb szlachecki Achmatowów.

Aleksiej Pietrowicz Achmatow (ros. Алексей Петрович Ахматов, ur. 10 listopada?/22 listopada 1817 w Biełym Kluczu, zm. 25 listopada 1870 we Florencji) – rosyjski generał adiutant, gubernator charkowski w latach 1860–1862, oberprokurator Świątobliwego Synodu Rządzącego w latach 1862–1865.

## Życiorys
Urodził się we wsi Biełyj Klucz w guberni symbirskiej w rodzinie szlacheckiej. Jego ojciec był podporucznikiem.
Po kursie kandydackim na Uniwersytecie Kazańskim rozpoczął w 1836 służbę wojskową jako podoficer w elitarnym Pułku Kawalergardów. Uczestniczył w tłumieniu powstania węgierskiego w 1849, walcząc m.in. pod Ács, Komárnem i Temeszwarem. Udział w kampanii węgierskiej przyniósł mu ostatecznie awans na pułkownika.
Wraz z rozpoczęciem wojny krymskiej Achmatow został mianowany w 1853 szefem sztabu 1 Rezerwowego Korpusu Kawalerii, w 1854 przeniesiony na to samo stanowisko w 3 Korpusie Piechoty, a w 1855 – 2 Rezerwowym Korpusie Kawalerii. 6 kwietnia 1856 został mianowany szefem sztabu całości wojsk rosyjskich działających na Krymie.
Podczas kampanii 1855 brał bezpośredni udział w działaniach wojennych m.in. pod Sakami.
5 lipca 1855 Achmatow został odwołany ze stanowiska i przeniesiony do świty cesarza. 26 sierpnia awansowano go stopnia generała majora, a 26 października mianowano członkiem specjalnej komisji powołanej w celu zbadania nadużyć w dostawach żywności dla wojska walczącego w wojnie krymskiej.
Aleksiej Achmatow został mianowany 20 listopada 1860 wojskowym gubernatorem charkowskim, a dwa lata później, w dniu 28 lutego – oberprokuratorem Świątobliwego Synodu Rządzącego. Ten ostatni urząd objął dzięki poparciu metropolity moskiewskiego Filareta, którego znał z czasów młodości, oraz Andrieja Nikołajewicza Murawjowa. W tym okresie, za panowania Aleksandra II, rozpoczęły się istotne przemiany w Cerkwi rosyjskiej, w których Achmatow nie odegrał istotnej roli. W ważniejszych kwestiach, np. mianowania archirejów, kierował się zdaniem metropolity Filareta, zaś sprawy bieżące pozostawił dyrektorowi Wydziału Szkolno-Duchownego Świątobliwego Synodu Rządzącego, Siergiejowi Nikołajewiczowi Urusowowi. Z drugiej strony wykazywał się aktywnością na swoim urzędzie, m.in. występował przeciwko ułatwieniom w zawieraniu małżeństw mieszanych (prawosławnych z luteranami) oraz przeciwko usiłowaniom episkopatu, aby ograniczyć rolę oberprokuratora.
Od grudnia 1863 do czerwca 1865 był członkiem Rady Państwa.
Mając poczucie niewielkiego udziału w reformach cerkiewnych, Achmatow złożył rezygnację 3 czerwca 1865 ze względu na zły stan zdrowia. Wyjechał na leczenie za granicę, gdzie zmarł we Florencji. Został pochowany w ławrze Troicko-Siergijewskiej.
Był dalekim krewnym Anny Achmatowej.

## Awanse
- junkier – styczeń 1837[2]
- kornet – 1838
- porucznik – 1840[2]
- sztabsrotmistrz – 1846[2]
- fligeladiutant Mikołaja I[7] – 3 kwietnia 1849
- pułkownik – 7 sierpnia 1849
- generał major – 26 sierpnia 1855
- generał porucznik – sierpień 1863[2]
- generał adiutant – 19 kwietnia 1864

## Odznaczenia
- Order Świętej Anny II klasy (1849)
- Złoty Pałasz „Za Waleczność” w kampanii węgierskiej 1849
- Order Świętego Stanisława I klasy (1860)
- Order Świętej Anny I klasy (1861)
- Order Świętego Włodzimierza II klasy (1863)[2]